# Scheldeprijs
Scheldeprijs (do 2009 r. również: Scheldeprijs Vlaanderen, GP Scheldeprijs, Grote Scheldeprijs) – jednodniowy wyścig kolarski, organizowany w belgijskiej Flandrii od 1907 r. (najstarsza impreza kolarska w Belgii). Jego nazwa pochodzi od nazwy rzeki Skaldy (nid. Schelde). W ostatnich latach te zawody, mające start i metę w Schoten, kończyły się najczęściej masowym sprintem peletonu. Od 2005 r. do 2019 r. wyścig zaliczał się do UCI Europe Tour z kategorią 1.HC, a od 2020 należy do UCI ProSeries.

## Zwycięzcy
Opracowano na podstawie:
| Rok      | Pierwsze               | Drugie                    | Trzecie                 |
| -------- | ---------------------- | ------------------------- | ----------------------- |
| 1907     | Maurice Léturgie       | Eugène Platteau           | François Verstraeten    |
| 1908     | Adrien Kranskens       | Guido De Vogelaere        | Jules Bayens            |
| 1909     | Raymond Van Parijs     | Jules Wiot                | Georges Baets           |
| 1910     | Florent Luyckx         | Jozef Bouw                | Louis Valckenaers       |
| 1911     | Florent Luyckx         | Frans Tyck                | Jean Van Ingelghem      |
| 1912     | Joseph Van Wetter      | Frans Tyck                | August Vermeylen        |
| 1913     | Joseph Van Wetter      | August Vermeylen          | Louis Ysermans          |
| 1914     | Octave Jacques         | Guillaume Perwez          | Edmond Dessy            |
| 1919     | Isidoor Mechant        | Karel Block               | Marcel Buysse           |
| 1920     | Victor Lenaers         | Jean-Baptiste Mosselmans  | Jacques Bervoets        |
| 1921     | René Vermandel         | Isidoor Mechant           | Jacques Van Ruysseveldt |
| 1922     | Florent Vandenberghe   | Henri Moerenhout          | Alfons Van Hecke        |
| 1923     | Emile Thollembeek      | Maurice De Waele          | Denis Verschueren       |
| 1924     | René Vermandel         | Denis Verschueren         | Armand Van Bruaene      |
| 1925     | Karel Van Hassel       | André Verbist             | Henri Hoevenaers        |
| 1926     | Marcel Cloquet         | Van Kampenhout            | Marinus Valentijn       |
| 1926 (2) | Joseph Dervaes         | Jan Mertens               | Louis De Lannoy         |
| 1927     | Georges Ronsse         | Armand Van Bruaene        | Rémi Van Impe           |
| 1928     | Joseph Dervaes         | André Verbist             | Jan Mertens             |
| 1929     | Joseph Wauters         | André Verbist             | Alfred Hamerlinck       |
| 1930     | Denis Verschueren      | Joseph Wauters            | August Reyns            |
| 1931     | Godefried De Vocht     | Odiel Van Hevel           | Denis Verschueren       |
| 1932     | Godefried De Vocht     | Denis Verschueren         | Auguste Verdijck        |
| 1933     | Jan-Jozef Horemans     | Louis Hardiquest          | Louis Duerloo           |
| 1934     | Léon Tommies           | Alfred Hamerlinck         | Jef Moerenhout          |
| 1935     | Gérard Loncke          | Edward Vissers            | Gustaaf Deloor          |
| 1936     | Marcel Van Schil       | Frans Van Hassel          | Camille Michielsen      |
| 1937     | Sylvain Grysolle       | Michel d'Hooghe           | Joseph Huts             |
| 1938     | Antoine Dignef         | Aloïs De Bruyne           | Achiel Buysse           |
| 1939     | Achiel Buysse          | Auguste Toubeau           | Roger Vandendriessche   |
| 1941     | Stan Ockers            | Odiel Van Den Meersschaut | Emilie Faignaert        |
| 1942     | Louis Busschops        | Lode Janssens             | Hector Bruneel          |
| 1943     | Éloi Meulenberg        | Roger Van Melkebeke       | Robert Van Eenaeme      |
| 1946     | Stan Ockers            | Ernest Sterckx            | Gustaaf Van Overloop    |
| 1947     | René Mertens           | Albert Sercu              | Henri Bauwens           |
| 1948     | Achiel Buysse          | Frans Knaepkens           | Theo Middelkamp         |
| 1949     | Roger De Corte         | Valère Ollivier           | Ernest Sterckx          |
| 1950     | André Pieters          | Lode Poels                | Ernest Sterckx          |
| 1951     | Ernest Sterckx         | Valère Ollivier           | Georges Claes           |
| 1952     | Roger De Corte         | Karel De Baere            | Ernest Sterckx          |
| 1953     | Hans Dekkers           | Leo Buyst                 | Karel De Baere          |
| 1954     | Roger Decock           | Willy Lauwers             | Ernest Sterckx          |
| 1955     | Briek Schotte          | Marcel Janssens           | Jozef De Feyter         |
| 1956     | Rik Van Looy           | Marcel Janssens           | Kaj Allan Olsen         |
| 1957     | Rik Van Looy           | Rik Luyten                | Jan Van Gompel          |
| 1958     | Raymond Vrancken       | Frans Van Looveren        | Jos Van Bael            |
| 1959     | Willy Butzen           | Lucien Demunster          | Jos Van Bael            |
| 1960     | Piet Oellibrandt       | Marcel Buys               | Michel Stolker          |
| 1961     | Raymond Vrancken       | Marcel Janssens           | Piet van Hees           |
| 1962     | Piet Oellibrandt       | Guillaume Van Tongerloo   | Victor Van Schil        |
| 1963     | Piet Oellibrandt       | Guillaume Van Tongerloo   | Hugo Hellemans          |
| 1964     | Jos Hoevenaers         | Jos Huysmans              | Frans Aerenhouts        |
| 1965     | Willy Vannitsen        | Louis Proost              | Jos Huysmans            |
| 1966     | Joseph Spruyt          | Henri Pauwels             | Louis Proost            |
| 1967     | Paul In 't Ven         | Henk Nijdam               | Joseph Mathy            |
| 1968     | Edward Sels            | Harry Steevens            | Gerard Vianen           |
| 1969     | Walter Godefroot       | Roger De Vlaeminck        | Marinus Wagtmans        |
| 1970     | Roger De Vlaeminck     | Raphaël Hooyberghs        | Alfons Scheys           |
| 1971     | Gustaaf Van Roosbroeck | Frans Mintjens            | Johan De Muynck         |
| 1972     | Eddy Merckx            | Herman Van Springel       | Willy Planckaert        |
| 1973     | Freddy Maertens        | Louis Verreydt            | Marc Demeyer            |
| 1974     | Marc Demeyer           | Julien Stevens            | Englebert Opdebeeck     |
| 1975     | Ronald De Witte        | Dietrich Thurau           | Freddy Maertens         |
| 1976     | Frans Verbeeck         | Roger De Vlaeminck        | Frans Van Looy          |
| 1977     | Marc Demeyer           | Ludo Peeters              | Ronan De Meyer          |
| 1978     | Dietrich Thurau        | Martin Havik              | Aad van den Hoek        |
| 1979     | Daniel Willems         | Frank Hoste               | Alfons De Wolf          |
| 1980     | Ludo Peeters           | René Martens              | Jan Raas                |
| 1981     | Ad Wijnands            | Willy Teirlinck           | Jos Jacobs              |
| 1982     | Ludo Schurgers         | Jan Nevens                | Charles Jochums         |
| 1983     | Jan Bogaert            | Ludo Schurgers            | Frank Hoste             |
| 1984     | Ludo Peeters           | Jean-Marie Wampers        | Ludwig Wijnants         |
| 1985     | Adrie van der Poel     | Ludwig Wijnants           | Marc Sergeant           |
| 1986     | Jean-Paul van Poppel   | Wim Arras                 | Eric Vanderaerden       |
| 1987     | Etienne De Wilde       | Jean-Paul van Poppel      | Marnix Lameire          |
| 1988     | Jean-Paul van Poppel   | Eddy Planckaert           | Hans Daams              |
| 1989     | Jean-Marie Wampers     | Frank Hoste               | John van den Akker      |
| 1990     | John Talen             | Eric Vanderaerden         | Johan Museeuw           |
| 1991     | Mario Cipollini        | Jan Bogaert               | Johan Capiot            |
| 1992     | Wilfried Nelissen      | Johan Museeuw             | Michel Cornelisse       |
| 1993     | Mario Cipollini        | Wilfried Nelissen         | Giuseppe Citterio       |
| 1994     | Peter Van Petegem      | Dirk De Wolf              | Dżamolidin Abdużaparow  |
| 1995     | Rossano Brasi          | Peter Roes                | Giovanni Fidanza        |
| 1996     | Frank Vandenbroucke    | Tom Steels                | Eric Vanderaerden       |
| 1997     | Erik Zabel             | Johan Museeuw             | Andrei Tchmil           |
| 1998     | Servais Knaven         | Léon van Bon              | Bart Leysen             |
| 1999     | Jeroen Blijlevens      | Erik Zabel                | Tristan Hoffman         |
| 2000     | Endrio Leoni           | Jeroen Blijlevens         | Léon van Bon            |
| 2001     | Endrio Leoni           | Jeroen Blijlevens         | Kurt Asle Arvesen       |
| 2002     | Robbie McEwen          | Tom Steels                | Stefan van Dijk         |
| 2003     | Ludovic Capelle        | Jaan Kirsipuu             | Steffen Radochla        |
| 2004     | Tom Boonen             | Robbie McEwen             | Simone Cadamuro         |
| 2005     | Thorwald Veneberg      | Tomas Vaitkus             | Simone Cadamuro         |
| 2006     | Tom Boonen             | Steven De Jongh           | Gert Steegmans          |
| 2007     | Mark Cavendish         | Robbie McEwen             | Gert Steegmans          |
| 2008     | Mark Cavendish         | Tom Boonen                | Robbie McEwen           |
| 2009     | Alessandro Petacchi    | Kenny van Hummel          | Dominique Rollin        |
| 2010     | Tyler Farrar           | Robbie McEwen             | Robert Förster          |
| 2011     | Mark Cavendish         | Dienis Galimzianow        | Jauhienij Hutarowicz    |
| 2012     | Marcel Kittel          | Tyler Farrar              | Theo Bos                |
| 2013     | Marcel Kittel          | Mark Cavendish            | Barry Markus            |
| 2014     | Marcel Kittel          | Tyler Farrar              | Danny van Poppel        |
| 2015     | Alexander Kristoff     | Edward Theuns             | Jauhienij Hutarowicz    |
| 2016     | Marcel Kittel          | Mark Cavendish            | André Greipel           |
| 2017     | Marcel Kittel          | Elia Viviani              | Nacer Bouhanni          |
| 2018     | Fabio Jakobsen         | Pascal Ackermann          | Christopher Lawless     |
| 2019     | Fabio Jakobsen         | Max Walscheid             | Christopher Lawless     |
| 2020     | Caleb Ewan             | Niccolò Bonifazio         | Bryan Coquard           |
| 2021     | Jasper Philipsen       | Sam Bennett               | Mark Cavendish          |
| 2022     | Alexander Kristoff     | Danny van Poppel          | Sam Welsford            |
| 2023     | Jasper Philipsen       | Sam Welsford              | Mark Cavendish          |
| 2024     | Tim Merlier            | Jasper Philipsen          | Dylan Groenewegen       |
| 2025     |                        |                           |                         |